# Петровське (Опочецький район)
Петровське (рос. Петровское) — присілок в Опочецькому районі Псковської області Російської Федерації.
Населення становить 494 особи. Входить до складу муніципального утворення Пригородна волость.

## Історія
Від 2015 року входить до складу муніципального утворення Пригородна волость.

## Населення
| 2001 | 2002 | 2010 | 2012 | 2013 | 2014 | 2015 |
| ---- | ---- | ---- | ---- | ---- | ---- | ---- |
| 578  | ↘493 | ↘447 | ↗524 | ↘517 | ↘508 | ↗509 |
| 2016 |      |      |      |      |      |      |
| ↘494 |      |      |      |      |      |      |